# Wojciech Apoznański
Wojciech Apoznański – polski urolog, profesor  nauk medycznych, pracownik naukowy Katedry i Kliniki Chirurgii i Urologii Dziecięcej Wydziału Lekarskiego Uniwersytetu Medycznego im. Piastów Śląskich we Wrocławiu.

## Życiorys
W 1995 r. otrzymał doktorat, w 2006 r. habilitował się na podstawie pracy zatytułowanej O czynności dolnych dróg moczowych u dzieci. Analiza ekspresji acetylocholiny i acetylocholinoesterazy w ścianie pęcherza moczowego w odpływach pęcherzowo-moczowodowych. W 2014 r. uzyskał tytuł profesora nauk medycznych. Był profesorem nadzwyczajnym w Katedrze i Klinice Chirurgii i Urologii Dziecięcej na Wydziale Lekarskim Kształcenia Podyplomowego Uniwersytetu Medycznego im. Piastów Śląskich we Wrocławiu.
Jest zatrudniony na stanowisku profesora tejże Katedry na Wydziale Lekarskim Uniwersytetu Medycznego im. Piastów Śląskich we Wrocławiu.